# Phiditia lucernaria
Phiditia lucernaria is een vlinder uit de familie van de Phyditiidae. De wetenschappelijke naam van de soort is voor het eerst geldig gepubliceerd in 1866 door Francis Walker.